# Esposa último modelo
Esposa último modelo es una película argentina del género de comedia filmada en blanco y negro dirigida por Carlos Schlieper sobre su propio guion escrito en colaboración con Ariel Cortazzo según la obra teatral de Tito Insausti y Arnaldo Malfatti que se estrenó el 27 de julio de 1950 y que tuvo como protagonistas a Mirtha Legrand, Ángel Magaña, Osvaldo Miranda, Amalia Sánchez Ariño y Felisa Mary

## Sinopsis
Trata la película de una joven que desconoce totalmente las tareas del hogar. Cuando se enamora de un hombre, su abuela y el aya la hacen parecer como un ama de casa ideal para atraer al novio.

## Reparto
- Mirtha Legrand	... 	María Fernanda Alcántara
- Ángel Magaña	... 	Alfredo Villegas
- Osvaldo Miranda	... 	Lucas Alegre
- Amalia Sánchez Ariño	... 	Mercedes 'Yaya'
- Felisa Mary	... 	Abuela Carlota
- Francisco Audenino
- Olga Casares Pearson
- Max Citelli
- Francisco Pablo Donadío
- Carlos Enríquez ... Diego (mayordomo)
- Aurelia Ferrer
- Olga Gatti
- Graciela Lezica
- Pola Neuman
- Arsenio Perdiguero
- Santiago Rebull
- Hilda Rey
- Nélida Romero ... Lucrecia
- Orestes Soriani
- Ángel Walk
- Rafael Diserio
- Marcelo Lavalle

Adolfo Linvel
Médico.

## Comentarios
Los críticos Manrupe y Portela opinaron que es una excelente comedia del mejor Carlos Schlieper, con Mirtha Legrand en su momento más brillante como comediante, y el resto del reparto destacándose en todas las líneas. El overlap (diálogo superpuesto) y la doble intención, en un muy buen ejemplo de filme de enredos. La obra teatral de Tito Insausti y Arnaldo Malfati había sido estrenada en 1949 con Paulina Singerman y Daniel de Alvarado en los protagónicos. Para el crítico del diario El Mundo “le falta ritmo, mayor vibración, mayor rapidez a muchas escenas que hubieran adquirido mayor eficacia. A pesar de todo, el público festeja”.< name=manrupe/>